# 吹上宿

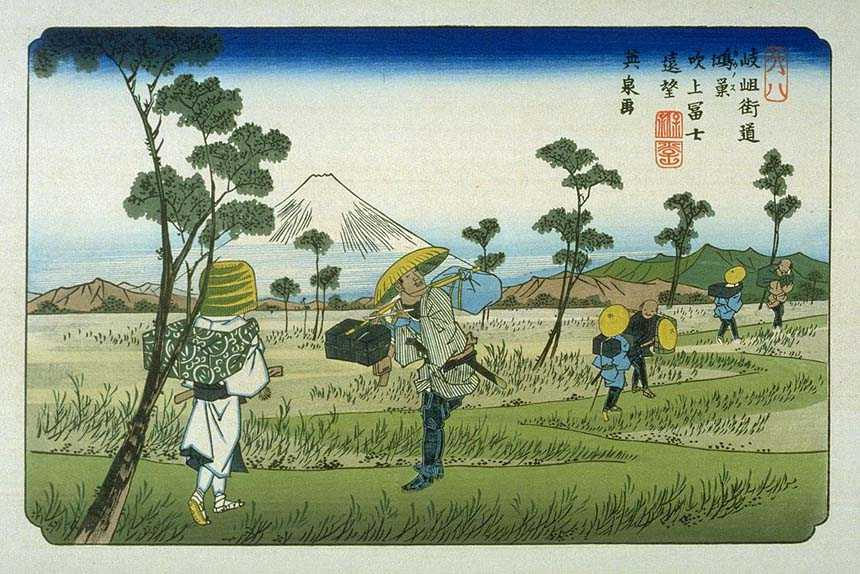
『岐岨街道 鴻巣 吹上冨士遠望』
天保6 - 8年（1835 - 1837年）、渓斎英泉 画

吹上宿（ふきあげしゅく）は、日本の近世にあたる江戸時代五街道の1つ、中山道で旅人の休憩場所として利用されていた間の宿（休憩用の町場）であった。また、近辺にて日光脇往還が交差していた。
所在地は、江戸期には東海道武蔵国足立郡吹上郷吹上村。現在の埼玉県鴻巣市にあたる。

## 吹上の位置

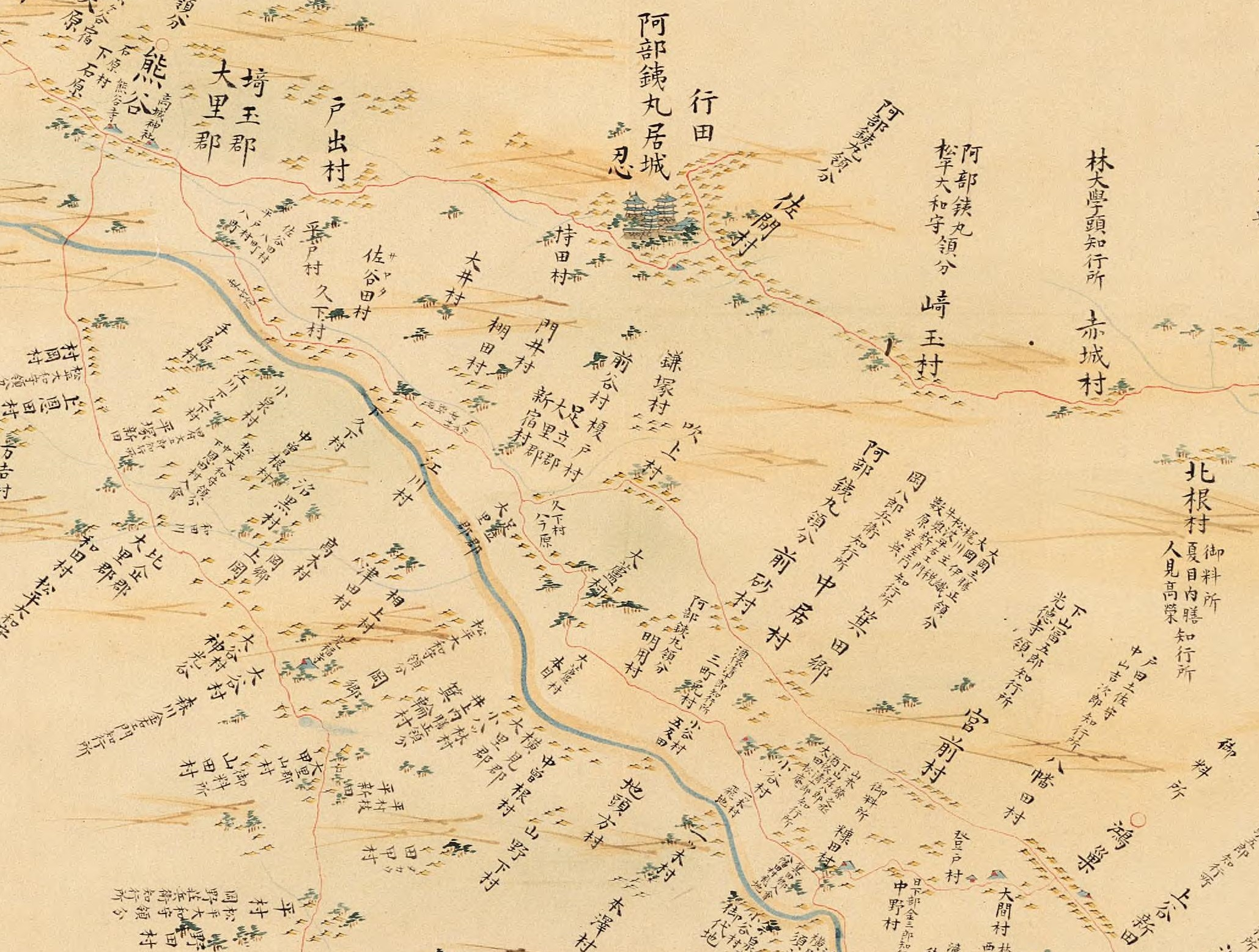
吹上村の位置（〔大日本沿海輿地全図 〕. 第８８図 武蔵(武蔵・千住・忍・菅谷村)より）

### 間の宿の繁栄
吹上は間の宿として発展した。中山道六十九次のうち江戸・日本橋から数えて7番目の宿場である鴻巣宿と8番目の熊谷宿との、中間地点に位置する街道沿いの集落（路村）であった吹上村に興った。鴻巣宿 - 熊谷宿間は4里6町40間（約16.4 km）と他の宿場に比して距離が開きすぎていたことや、吹上から熊谷の間は長土手で結ばれるなど難所であったため、旅人の休憩地の需要に伴い発生させたものであり、茶店や土産物屋などが軒を連ね小規模ながら間の宿として繁栄した。

### 周辺の街道
吹上に関連する近世の交通路は、「第一に五街道の一である中山道、ついで袋村（大字袋）を通る日光脇往還、大芦村（大字大芦）吹上村（大字吹上）を通過する日光火之番街道（日光裏街道ともいう）」がある。
後に北は日光東照宮へ、南は八王子宿付近の八王子千人町に繋がる日光脇往還が整備されると、吹上村は中山道と日光脇往還の追分として交通の要衝となり、吹上は日光脇往還の追分そして中山道の間の宿として発展した。

## 街道の整備

### 間の宿
鴻巣宿・熊谷宿間では遠距離であったため、吹上村は代表的な立場として発達した。立場は、「人足や駕籠などの休息する場所」を指し、宿内の「茶屋と区別するため立場」という。立場は休憩できるが、宿泊は禁じられていた。
『新編武蔵風土記稿』には吹上村の記述があり、「吹上村ハ江戸ヨリ行程十四里……村内二中山道の往還 カゝリテ鴻巣熊谷二宿ノ間ノ宿ナリ。又多摩郡八王子辺ヨリ下野国日光山ヘノ往還モカゝリタリ。民家百余軒多クハ街道の左右に連住ス」とある。また、『五街道中細見記』には吹上村のところに旅籠屋の印があることから、「吹上の宿にも中山道の旅人と日光裏街道往来の旅人相手に、旅籠屋が繁昌したもの」とされる。
文政8年（1825年）の『諸国道中商人鑑』には、「菓子卸・飲食・休憩所・小間物など７軒」が紹介され、中には「吹上御本陣門前」の文字が見られる。「近世後期には大名などが休息する茶屋本陣（御小休み本陣）も出現していた」という。
江戸幕府は吹上を「宿駅の制度維持の上から、本宿保護のため間の宿にはいろいろ制限を加えた。間の宿には旅人を宿泊させてはならぬとか、宿場女を置いて客をひいてはならぬなど厳しく取り締まった」という。

### 一里塚
吹上周辺では、「文化年代幕府の道中奉行所が実地の測量や調査を行った上で完成した中山道分間延絵図には、前砂村中山道の両側にはっきり一里塚が描かれ、塚上には榎のよく茂った図」を描かれている。しかし、明治以後、交通機関の発達・道路の拡張により一里塚は取り除かれたが、前砂の一里塚がいつまで残っていたか記録はないという。

### 本陣
吹上の本陣は、「宿駅設置当初からの本陣ではなく参勤交代による諸侯の上府帰国等街道の往来が頻繁となり必要上設けられた」ものである。
吹上の本陣の記録には、「幕末文政年間以後（一八一八～二八）の刊行である、吹上太田家蔵の「中山道商家高名録」に吹上御本陣騎西屋とあり、尚文久元年（一八六一）和宮様御下向御用留にも、吹上村御本陣見分、吹上村御本陣並中山道往還筋出来栄見分、和宮様御下向来ル十一月十二日熊谷宿泊り、翌日吹上村御休み御通與等の記録」があるという。吹上の「御本陣は宿泊の本陣ではなく、御小休みの本陣」であったという。

### 助郷
元禄7年（1694年）、「東海道・中山道の宿場に助人馬を出す村々が割りあてられ、助郷が制度として確立された。この役を負担させられた村々を助郷村または助郷といい、この役を助郷役（勤）と呼んだ。助郷が定められると、助郷村と助郷高を記した助郷帳が下付されたというが」吹上村周辺にはこの記録はないという。
「中山道鴻巣宿・熊谷宿に程近い吹上周辺の村々は助郷村に割りあてられたと思うが詳細な記録は見当たら」ず、部分的な記録が残されている。

## 交通

### 中山道
旧吹上町の町域には、「中山道が南北に通っている。近世の村でこの街道にかかっていたのは、榎戸村・吹上村・袋村などであったが、特に吹上村は、八王子から入間・比企方面をぬけ荒川を渡り、日光方面へぬける往還八王子千人同心道との交差点にもあたっており、宿並みを形成していた」。
吹上は間の宿として発展した。中山道六十九次のうち江戸・日本橋から数えて7番目の宿場である鴻巣宿と8番目の熊谷宿との、中間地点に位置する街道沿いの集落（路村）であった吹上村に興った。鴻巣宿 - 熊谷宿間は4里6町40間（約16.4 km）と他の宿場に比して距離が開きすぎていたことや、吹上から熊谷の間は長土手で結ばれるなど難所であったため、旅人の休憩地の需要に伴い発生させたものであり、茶店や土産物屋などが軒を連ね小規模ながら間の宿として繁栄した。新編武蔵風土記稿によると、「「民家百軒余多くは街道の左右に連坦す」とあり」、中山道の宿場ではなかったが鴻巣宿と熊谷宿の間の宿として発展したという

### 日光脇往還
吹上では、日光脇往還の道筋の一部が通行している。
日光脇往還は、「鴻巣の追分迄は中山道と街道を同じくするが、ここで分岐して脇街道に入り、袋村（吹上町大字袋）・行田・上新郷を過ぎ利根川を川俣の渡しで越し、館林・佐野・栃木・鹿沼・今市と進んで」日光街道に合流する。
川俣には忍藩支配の関所である新郷川俣関所が設けられていた。「日光への通路として、また上州・野州方面に通じる重要な道路であった」という。

### 日光火之番街道
本街道は、「八王子千人同心道」または、　「日光裏街道」ともいわれている。
「日光廟の警備に任ずる八王子千人衆は、…（中略）…毎年五月と十一月には定期的にこの街道を上下して交代し、日光火の番の任に当」たり、「火の番衆の通行は宝永年間（一七〇四～一〇）から明治初年迄続けられた」という。
日光火之番街道は、「八王子・坂戸・そして大芦河岸で荒川を渡って吹上に出、行田で日光脇往還に合して、佐野・栃木・鹿沼・今市に進んで日光街道を経て日光に通ずる街道」である。

## 名所・旧跡

### 吹上
- 吹上神社

祭神は、大山咋命・倉稲魂命・大物主命、および、菅原道真。前身は近江国大津の日吉大社（山王社。日枝神社の総本社）を奉奏する日枝社である。宝暦6年（1756年）7月、火災により焼失したが、その後再建（年時不明）。明治40年（1907年）に上分の山王社、中分の稲荷社、下分の氷川社の3社を合祀して吹上神社と改称したが、その後も「山王様」の通称で呼ばれた。暴れ神輿（けんか神輿）で知られた。
- 荊原権八延命地蔵（ばらはら ごんぱち えんめいじぞう）[17]

熊谷宿の手前、荊原の外れにある地蔵堂に安置される石地蔵で、「権八延命地蔵」「権八物言い地蔵」「権八地蔵」「物言い地蔵」などともいう。この辺りで辻斬りをしたという平井権八（鳥取藩士）が、傍に立っていたこの地蔵に口封じをしたとの伝説がある。平井権八は歌舞伎の演目『鈴ヶ森』の登場人物・白井権八にあたる。鳥取から江戸に向かう途中で路銀に困った権八は、通りすがりの上州の生糸商人を斬殺し、金300両を強奪した。その現場で事の一部始終を見ていたかのように佇む地蔵に権八が「今の事は他言してくれるな」と戯言を言ったところ、石造りの地蔵が「吾（わ）れは言はぬが 汝（なれ）言うな」と言い返したという。史実の平井権八は延宝7年（1679年）、豊島郡大井村の鈴ヶ森刑場にて磔刑（たっけい）に処されている。なお、地蔵の銘文には、火防のため元禄11年（1698年）建立とある。

### 久下
吹上の北に位置する久下に属するものをここに示す。
- 立場・久下

武蔵国大里郡久下郷久下村（現・埼玉県熊谷市久下）に設けられていた、中山道上の立場（たてば）の1つ。吹上を出て先に進んだ、今日で言うJR高崎線行田駅近隣にある。鎌倉時代初期の建久3年（1192年）に、かねてより不仲であった熊谷郷の熊谷直実と久下郷の久下権守直光が所領の境界を巡って争った場所であるとされ、敗れた直実はそのまま出家してしまったと『吾妻鏡』は伝えている。また、古来、久下には多くの鍛冶が暮らしていたという。
- 熊谷堤、久下の長土手[17]

戦国末期の天正2年（1574年）に後北条氏一族の北条氏邦が荒川の洪水を防ぐために築いたとされるのが熊谷堤（くまがいづつみ）、またの名を、熊谷八丁堤（ -はっちょうづつみ）であり、その堤防上の道が久下の長土手。忍藩の下で修築がされ、堤上には桜並木が植えられ開花時には賑わいを見せた。江戸前・中期の俳人・森川許六は熊谷堤を「熊谷の堤あがれば芥子の花」と詠み、俗謡は久下の長土手を「久下の長土手 深谷の並木 さぞや寒かろ淋しかろ」と唄った。
- 権八地蔵

「物言い地蔵」とも称す。久下の長土手にあって地蔵堂の中に鎮座する。言い伝えは先の「荊原権八延命地蔵」と同じ。

## 交通の基本情報

### 隣の宿
- 中山道

鴻巣宿 - （間の宿：吹上宿） - 熊谷宿　
- 日光脇往還 ：吹上宿を追分として、北は終点・日光東照宮、南は起点・拝島宿（現・東京都昭島市内）に至る。

松山宿 - 吹上宿 - 忍宿

### 現代の交通
- 鉄道（最寄り駅）
  - JR東日本（東日本旅客鉄道）　■高崎線 吹上駅
- 自動車道路[17]
  - 埼玉県道307号福田鴻巣線 ：この区間の中山道の現在の名称。
  -  国道17号 ：中山道と並走（この区間では交差する地点無し）。
  - 埼玉県道66号行田東松山線 ：かつての千人同心街道であり、吹上駅近隣の吹上神社・北（鴻巣市吹上本町交差点）で旧・中山道と交差する。